# Red Interuniversitaria Argentina de Bibliotecas
La Red Interuniversitaria Argentina de Bibliotecas (RedIAB) es una organización interuniversitaria dependiente de la Comisión de Asuntos Académicos del Consejo Interuniversitario Nacional constituida por un cuerpo representativo de bibliotecas y servicios de información documental de las Instituciones Universitarias nacionales argentinas, creada con el objetivo de "contribuir a la definición, instrumentación y aplicación de políticas bibliotecarias y de información en el ámbito de su competencia, con el objetivo de apoyarlas en su misión fundamental".